# Kim Dương
Kim Dương (chữ Hán giản thể:金阳县, Hán Việt: Kim Dương huyện) là một huyện thuộc Châu tự trị dân tộc Di Lương Sơn, tỉnh Tứ Xuyên, Cộng hòa Nhân dân Trung Hoa. Huyện này có diện tích 1587 km2, dân số năm 2002 là 140.000 người. Huyện được chia thành các đơn vị hành chính gồm 4 trấn, 30 hương.
- Trấn: Thiên Địa Bá, Đối Bình, Phái Lai, Lô Lô cảo
- Hương: Hồng Phong, Đào Bình, Giáp Y, Mộc Phủ, Tắc Tổ, Trại Tử, Cơ Giác, San Giang, Xuân Giang, Ngạnh Bảo, Hồng Liên, Thanh Tùng, Lạc Giác, Cốc Đức, Hướng Lĩnh, Đức Khê, Cao Phong, Nam Ngõa, Thổ Câu, Y Đạt, Ti Oa, Bính Để, Nhĩ Giác Tây, Nhiệt Kha Giác, Mã Y Túc, Nhiệt Thủy Hà, Tiểu Ngân Mộc, Phóng Mã Bình, Lão Trại Tử, Y Mạc Hiệp.